# Kampania włoska w czasie II wojny światowej

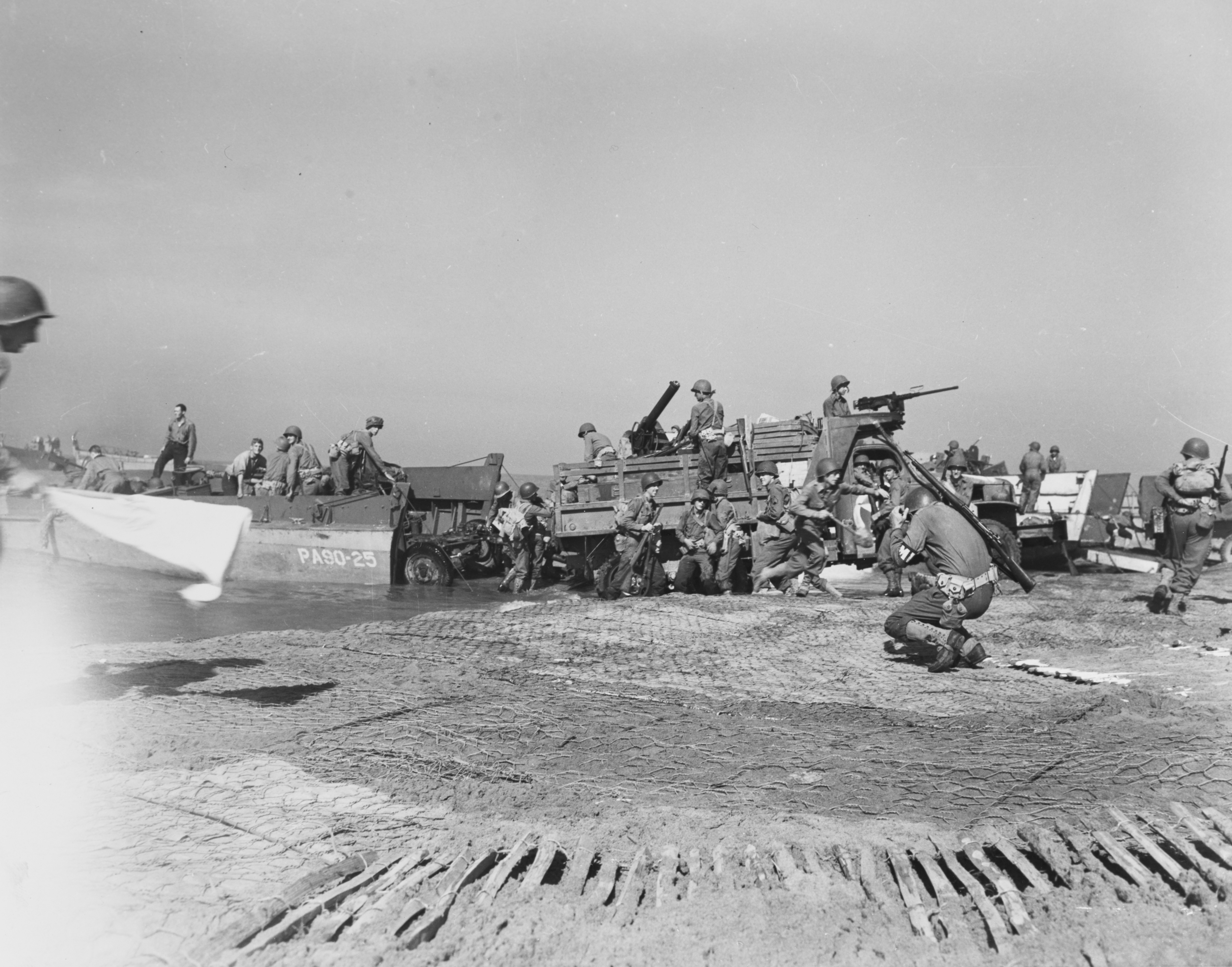
Wyładunek artylerii na brzeg podczas lądowania pod Salerno, wrzesień 1943 r.

Kampania włoska podczas II wojny światowej – działania wojenne prowadzone przez wojska alianckie przeciwko III Rzeszy Niemieckiej i jej sojusznikom we Włoszech kontynentalnych oraz na wyspach Morza Śródziemnego należących politycznie do Królestwa Włoch w okresie od 10 lipca 1943 r. do 2 maja 1945 r.
Pierwszy akt kampanii, inwazja aliantów na Sycylię, rozpoczęta 10 lipca 1943 r., doprowadził do upadku faszystowskiego reżimu we Włoszech i upadku Benita Mussoliniego 25 lipca, który został aresztowany na rozkaz króla Wiktora Emanuela III. Nowy włoski rząd podpisał zawieszenie broni z aliantami 8 września 1943 r. Niemcom jednak wkrótce udało się przejąć kontrolę nad północnymi i środkowymi Włochami; Mussolini, który został uratowany przez niemieckich spadochroniarzy, ustanowił marionetkowe państwo, Włoską Republikę Socjalną (wł. Repubblica Sociale Italiana, RSI), aby zarządzać terytorium okupowanym przez Niemców, co doprowadziło do podziału Włoch na dwie części. Niemcy, często wspierani przez faszystów, popełniali zbrodnie wojenne przeciwko włoskim cywilom i żołnierzom niefaszystowskim. W rezultacie powstała nowa włoska armia walcząca przeciwko Niemcom u boku aliantów, wraz z dużym włoskim ruchem oporu, podczas gdy żołnierze lojalni wobec Mussoliniego nadal walczyli po stronie Niemców w szeregach Narodowej Armii Republikańskiej. Ten okres jest przez część badaczy nazywany włoską wojną domową. Kampania włoska zakończyła się, gdy niemiecka Grupa Armii C poddała się bezwarunkowo aliantom 2 maja 1945 r., tydzień przed oficjalną kapitulacją Niemiec. Niepodległe państwa San Marino i Watykan, enklawy otoczone przez terytorium Włoch, chociaż neutralne, również poniosły straty ludzkie i materialne podczas tej kampanii.
Kampania włoska stanowi część większej kampanii śródziemnomorskiej.

## Tło strategiczne
Jeszcze przed zakończeniem kampanii północnoafrykańskiej alianci nie byli zgodni co do najlepszej strategii dalszego działania przeciwko państwom Osi. Brytyjczycy, zwłaszcza premier Winston Churchill, opowiadali się za tradycyjną strategią peryferyjną opartą na siłach morskich. Nawet przy dużej armii, ale większej sile Royal Navy, tradycyjną brytyjską odpowiedzią przeciwko zagrożeniu z kontynentu była walka w ramach koalicji i przeprowadzanie niewielkich operacji peryferyjnych, mających na celu stopniowe osłabianie wroga. Stany Zjednoczone ze znacznie większą armią lądową preferowały bezpośrednią walkę z głównymi siłami Wehrmachtu w północno-zachodniej Europie. Zdolność do rozpoczęcia takiej kampanii zależała jednak od zwycięstwa w bitwie o Atlantyk.
Spór strategiczny zaostrzał się, w miarę jak szefowie amerykańskich służb wojskowych i dyplomatycznych optowali za przeprowadzeniem inwazji na Francję tak wcześnie, jak tylko to możliwe, podczas gdy ich brytyjscy odpowiednicy opowiadali się za działaniami skoncentrowanymi na Morzu Śródziemnym. Niektóre kraje latynoamerykańskie naciskały nawet na inwazję na Hiszpanię, która za czasów Francisco Franco była przychylna państwom Osi, choć nie brała udziału w II wojnie światowej. Amerykański personel uważał, że do zakończenia wojny w Europie niezbędna jest inwazja na Francję przeprowadzona jak największymi siłami i że nie należy podejmować żadnych operacji, które mogłyby opóźnić ten wysiłek. Brytyjczycy argumentowali, że obecność dużej liczby żołnierzy wyszkolonych do działań desantowych na Morzu Śródziemnym sprawiła, że inwazja na ograniczoną skalę w tym rejonie była możliwa i przydatna.
W końcu amerykańscy i brytyjscy przywódcy polityczni osiągnęli kompromis, w którym obie strony zdeklarowały się zaangażować większość swoich sił w inwazję na Francję na początku 1944 r., ale także zdecydowali się rozpocząć stosunkowo małą kampanię włoską. Przyczyniła się do tego chęć prezydenta USA, Franklina Delano Roosevelta do zatrzymania żołnierzy amerykańskich działających w europejskim teatrze działań wojennych w 1943 r. oraz jego zainteresowanie ideą wyeliminowania z wojny Włoch. Spodziewano się, że inwazja może zniechęcić Włochów do dalszej walki lub przynajmniej zwiększyć presję na nich i osłabić państwo włoskie. Wyeliminowanie głównego sojusznika Niemców w Europie południowej umożliwiłoby alianckim siłom morskim, przede wszystkim Royal Navy, zdominowanie rejonu Morza Śródziemnego, zabezpieczając linie komunikacyjne z Egiptem, Dalekim Wschodem, Bliskim Wschodem oraz Indiami. Włoskie dywizje prowadzące działania okupacyjne oraz kontrolujące wybrzeża Grecji i południowej Francji zostałyby wycofane, aby bronić Włoch, podczas gdy Niemcy musieliby przenieść wojska z frontu wschodniego, by zająć opuszczone przez nich obszary, pomagając w ten sposób siłom sowieckim.

## Kampania

### Inwazja na Sycylię

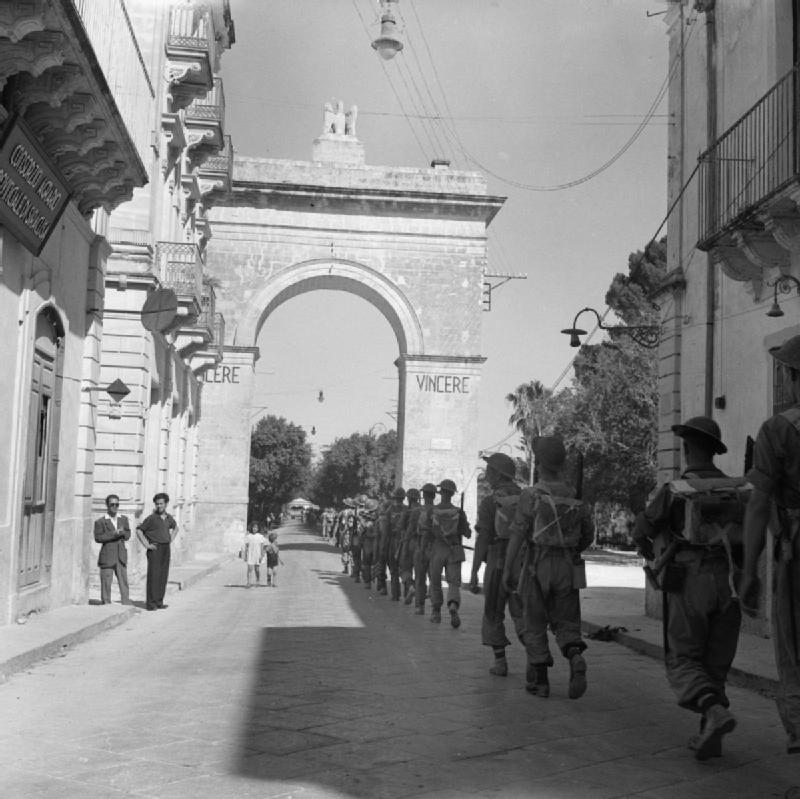
Brytyjska piechota maszerująca przez miasto Noto na Sycylii, 11 lipca 1943 r.

Inwazja połączonych sił alianckich na Sycylię rozpoczęła się 10 lipca 1943 r. od lądowania zarówno z morza, jak i z powietrza, w Zatoce Gela. Zaangażowane siły lądowe tworzyły amerykańska 7 Armia pod dowództwem gen. George' a S. Pattona i brytyjska 8 Armia pod dowództwem gen. Bernarda Montgomery' ego. Pierwotny plan przewidywał szybkie natarcie sił brytyjskich na północ wzdłuż wschodniego wybrzeża wyspy do Mesyny, przy czym Amerykanie zabezpieczali lewą flankę. Tymczasem, kiedy 8 Armia została zatrzymana przez silne niemieckie umocnienia na stromych wzgórzach na południe od Etny, Patton rozszerzył amerykańskie działania o szerokie uderzenie na północny zachód w kierunku Palermo, a następnie bezpośrednio na północ, aby przeciąć północną drogę przybrzeżną. Następnie ruszył na wschód od Etny w kierunku Mesyny, wspierany przez serię desantów na północnym wybrzeżu, które pomogły wprowadzić oddziały Pattona do Mesyny na krótko przed pierwszymi jednostkami brytyjskiej 8 Armii. Broniące się siły niemieckie i włoskie nie były w stanie zapobiec zdobyciu wyspy przez aliantów, ale udało im się ewakuować większość swoich żołnierzy na stały ląd. Ostatni żołnierz Osi opuścił wyspę 17 sierpnia 1943 r. Siły alianckie zdobyły doświadczenie w morskich operacjach desantowych, walce koalicyjnej i dużych zrzutach spadochronowych.

### Inwazja na Włochy kontynentalne
Siły brytyjskiej 8 Armii, wciąż pod rozkazami Montgomery’ ego, wylądowały w „paluchu” Włoch 3 września 1943 r. w ramach operacji Baytown, w dniu, w którym rząd włoski zgodził się na zawieszenie broni z aliantami. Decyzja została publicznie ogłoszona 8 września przez dwie transmisje, najpierw naczelnego dowódcy sił alianckich, gen. Dwighta Eisenhowera, a następnie przez proklamację premiera Włoch, marsz. Pietro Badoglio. Chociaż siły niemieckie przygotowywały się do obrony bez włoskiej pomocy, tylko dwie z ich dywizji walczące przeciwko 8 Armii i jedna w Salerno nie były zaangażowane w rozbrojenie Królewskiej Armii Włoskiej.
9 września siły amerykańskiej 5 Armii pod dowództwem gen. Marka Clarka, spodziewając się niewielkiego oporu, wylądowały naprzeciwko umocnionych niemieckich pozycji w Salerno podczas operacji Avalanche; w tym samym czasie siły brytyjskie wylądowały w Tarencie w ramach operacji Slapstick, praktycznie nie napotykając oporu. Istniała nadzieja, że po kapitulacji rządu włoskiego Niemcy wycofają się na północ, ponieważ w tym czasie niemieckim generałom udało się przekonać Adolfa Hitlera, że południowe Włochy są strategicznie bez znaczenia. Tak się jednak nie stało, chociaż przez pewien czas 8 Armia była w stanie stosunkowo łatwo posuwać się na północ przez wschodnie wybrzeże, zdobywając port w Bari i ważne lotniska wokół Foggi. Mimo że żadna z północnych rezerw nie została udostępniona niemieckiej 10 Armii, była ona bliska odparcia lądowania w Salerno. Główny wysiłek aliantów na zachodzie początkowo koncentrował się na porcie w Neapolu: miasto to zostało wybrane, ponieważ posiadało najbardziej wysunięty na północ port morski, który mógł być osłaniany z powietrza przez alianckie myśliwce startujące z Sycylii.
W miarę postępu aliantów na północ, wojska Sprzymierzonych napotykały na coraz trudniejszy teren: Apeniny tworzą kręgosłup wzdłuż półwyspu włoskiego, przesunięty nieco na wschód. W najbardziej górzystych obszarach Abruzji ponad połowa szerokości półwyspu obejmuje grzbiety i szczyty o wysokości ponad 910 m, które są stosunkowo łatwe do obrony; kolejny problem stanowiły rzeki płynące w poprzek półwyspu, przecinając trasę natarcia. W 1943 r. rzeki te uległy w dodatku nagłym i nieoczekiwanym powodziom, które mogły skutecznie pokrzyżować plany alianckich dowódców.

### Ofensywa na Rzym

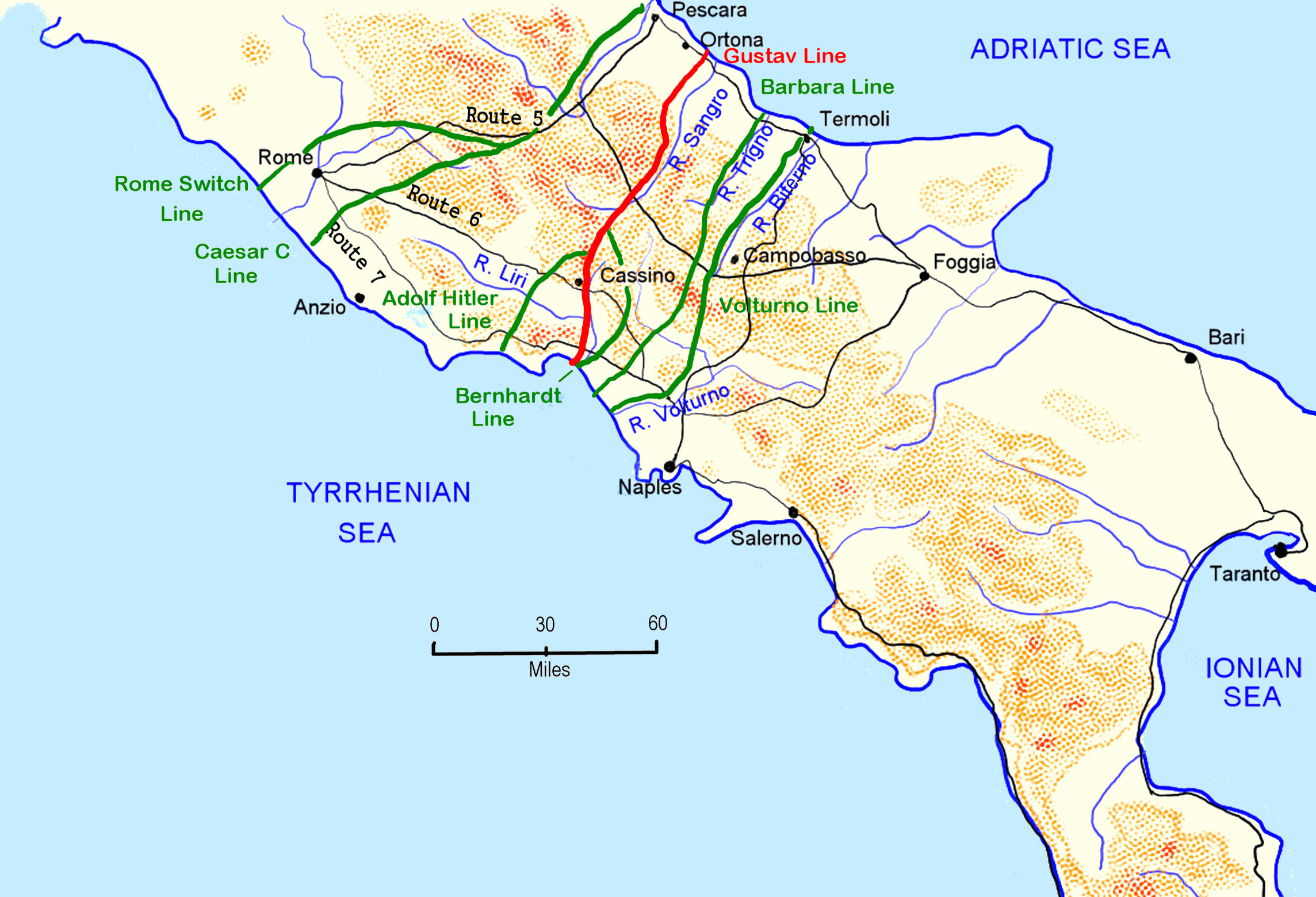
Niemieckie linie obronne na południe od Rzymu

Na początku października 1943 r. Hitler został przekonany przez dowódcę Grupy Armii C walczącej na południu Włoch, feldmarsz. Alberta Kesselringa, że obrona Włoch powinna być prowadzona jak najdalej od Niemiec. W ten sposób można było w pełni wykorzystać naturalne atuty środkowych Włoch, sprzyjające działaniom obronnym, jednocześnie zapobiegając zdobyciu kolejnych lotnisk. Hitler był również przekonany, że poddanie południowych Włoch pchnęłoby aliantów do zrealizowania projektu inwazji na Bałkany z ich strategicznymi zasobami ropy, boksytu i miedzi.

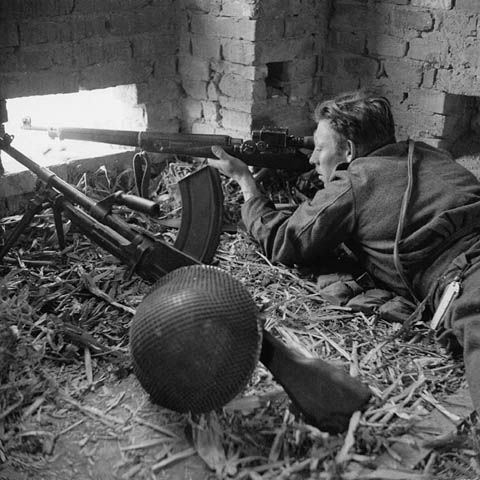
Kanadyjski strzelec wyborowy w czasie bitwy o Ortonę

Kesselring otrzymał dowództwo nad siłami niemieckimi w całych Włoszech i natychmiast nakazał przygotowanie szeregu linii obronnych biegnących w poprzek półwyspu, na południe od Rzymu. Dwie pierwsze linie: Volturno i Barbara, mniej umocnione, zostały wykorzystane jedynie do opóźnienia alianckiego natarcia, aby zyskać czas na przygotowanie najpotężniejszych pozycji obronnych, które utworzyły linię Zimową – to wspólna nazwa dla linii Gustawa i dwóch powiązanych z nią linii obronnych na zachodzie Apeninów, linii Bernhardta i linii Hitlera (ta ostatnia została przemianowana na linię Sengera 23 maja 1944 r.).

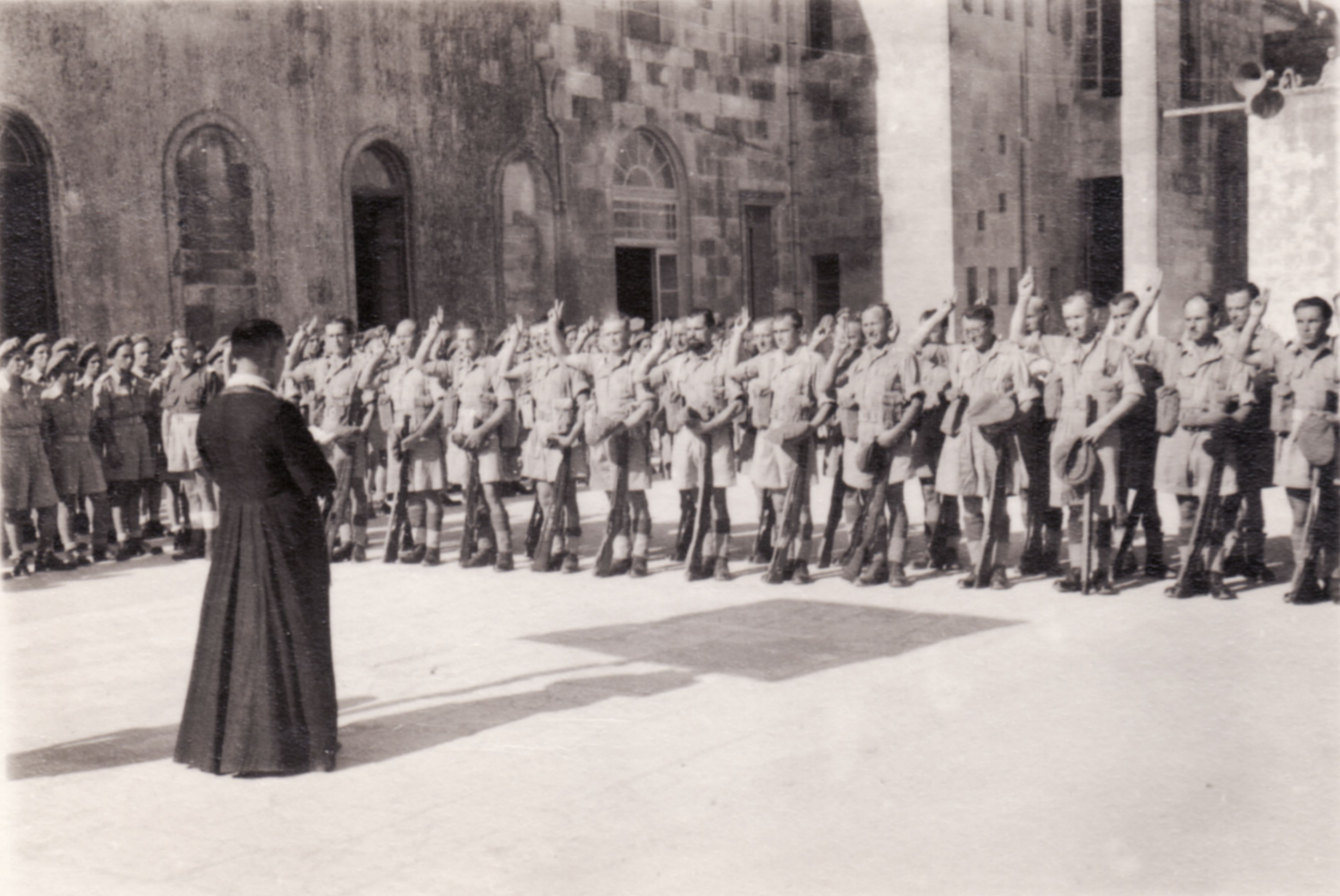
Żołnierze 2 Korpusu Polskiego z biskupem Józefem Gawliną w Casarano

Linia Zimowa okazała się główną przeszkodą dla aliantów pod koniec 1943 r., zatrzymując postępy 5 Armii po zachodniej stronie Włoch. Mimo że linia Gustawa została spenetrowana na froncie adriatyckim 8. Armii, a Ortona została wyzwolona z ciężkimi stratami poniesionymi przez żołnierzy kanadyjskich, zamiecie, śnieg podmuchowy i praktycznie zerowa widoczność pod koniec grudnia spowodowały, że nacierające wojska musiały się zatrzymać. Uwaga aliantów skupiła się wtedy na zachodniej części frontu, gdzie uznano, że atak przez dolinę rzeki Liri ma największą szansę na dokonanie przełamania niemieckich linii i rozwinięcie ataku w stronę włoskiej stolicy. Lądowania pod Anzio za liniami wroga w ramach operacji Shingle, za którymi optował brytyjski premier Winston Churchill, miały zdestabilizować obronę linii Gustawa, ale szybkie uderzenie w głąb lądu w celu odcięcia głównych sił niemieckich nie nastąpiło z powodu nieporozumień z amerykańskim dowódcą, gen. Johnem Lucasem, który miał swój plan bitwy i argumentował, że jego siły nie są wystarczająco duże, aby wykonać powierzone im zadanie. Lucas nakazał swoim siłom okopać się; w tym czasie niemiecki feldmarsz. Kesselring zgromadził wystarczające siły, aby utworzyć pierścień okrążenia wokół przyczółku na plaży. Po miesiącu ciężkiej walki Lucas został zastąpiony przez gen. Luciana Truscotta, który ostatecznie przebił się przez niemieckie pozycje w maju.

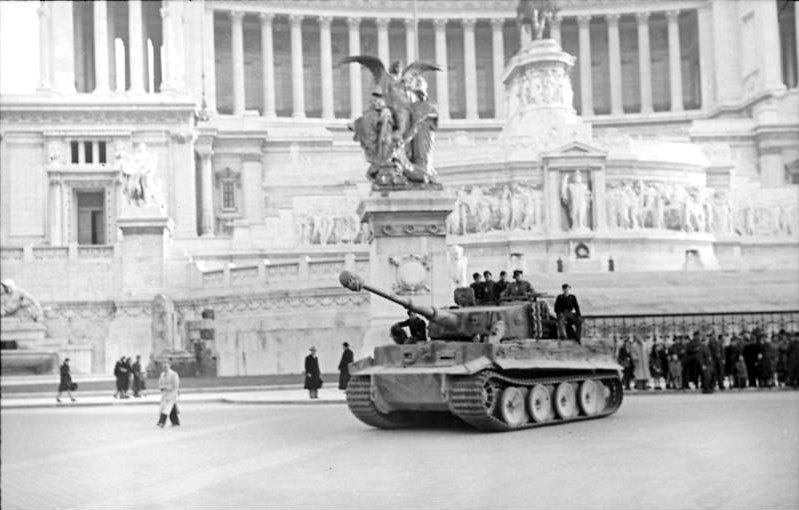
Niemiecki czołg Tygrys przed Altare della Patria w Rzymie w 1944 r.

Od stycznia do maja 1944 r. na głównym froncie alianci podjęli cztery poważne ofensywy, zanim linia Gustawa została ostatecznie przerwana przez połączony atak 5 i 8 Armii (w tym korpusów brytyjskiego, amerykańskiego, francuskiego, polskiego i kanadyjskiego) skoncentrowany wzdłuż dwudziestokilometrowego odcinku frontu pomiędzy Monte Cassino i zachodnim wybrzeżem Włoch. W ramach równoległej akcji amerykańskiemu generałowi Markowi Clarkowi nakazano wyrwać się z impasu pod Anzio i skorzystać z możliwości odcięcia i zniszczenia dużej części niemieckiej 10 Armii wycofującej się z linii Gustawa między nim, a Kanadyjczykami. Jednak ta szansa została utracona na krawędzi sukcesu, gdy Clark nie posłuchał rozkazów przełożonych i wysłał podlegające mu siły amerykańskie do pustego Rzymu . Rzym został ogłoszony przez armię niemiecką miastem otwartym, więc nie napotkano na ulicach żadnego oporu.
Siły amerykańskie zdobyły Rzym 4 czerwca 1944 r.. Niemieckiej 10 Armii pozwolono uciec, a w ciągu następnych kilku tygodni te właśnie siły były odpowiedzialne za podwojenie strat alianckich w kolejnych operacjach. Kanadyjczycy przeszli przez miasto bez zatrzymywania się o godz. 3:00 nad ranem następnego dnia.

### Ofensywa aliantów na północy Włoch

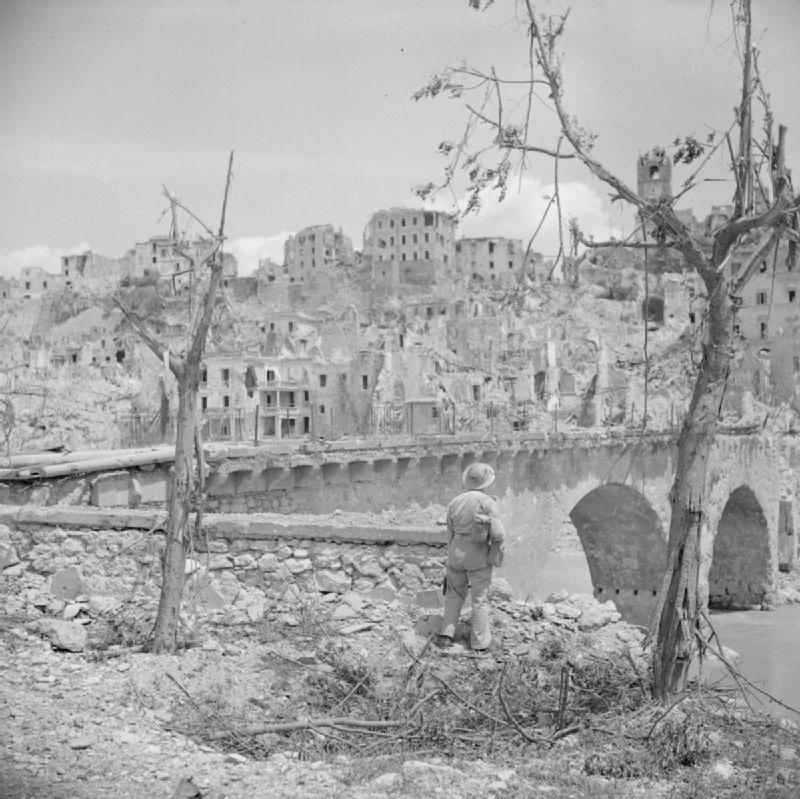
Zrujnowane miasto Pontecorvo, 26 maja 1944 r.

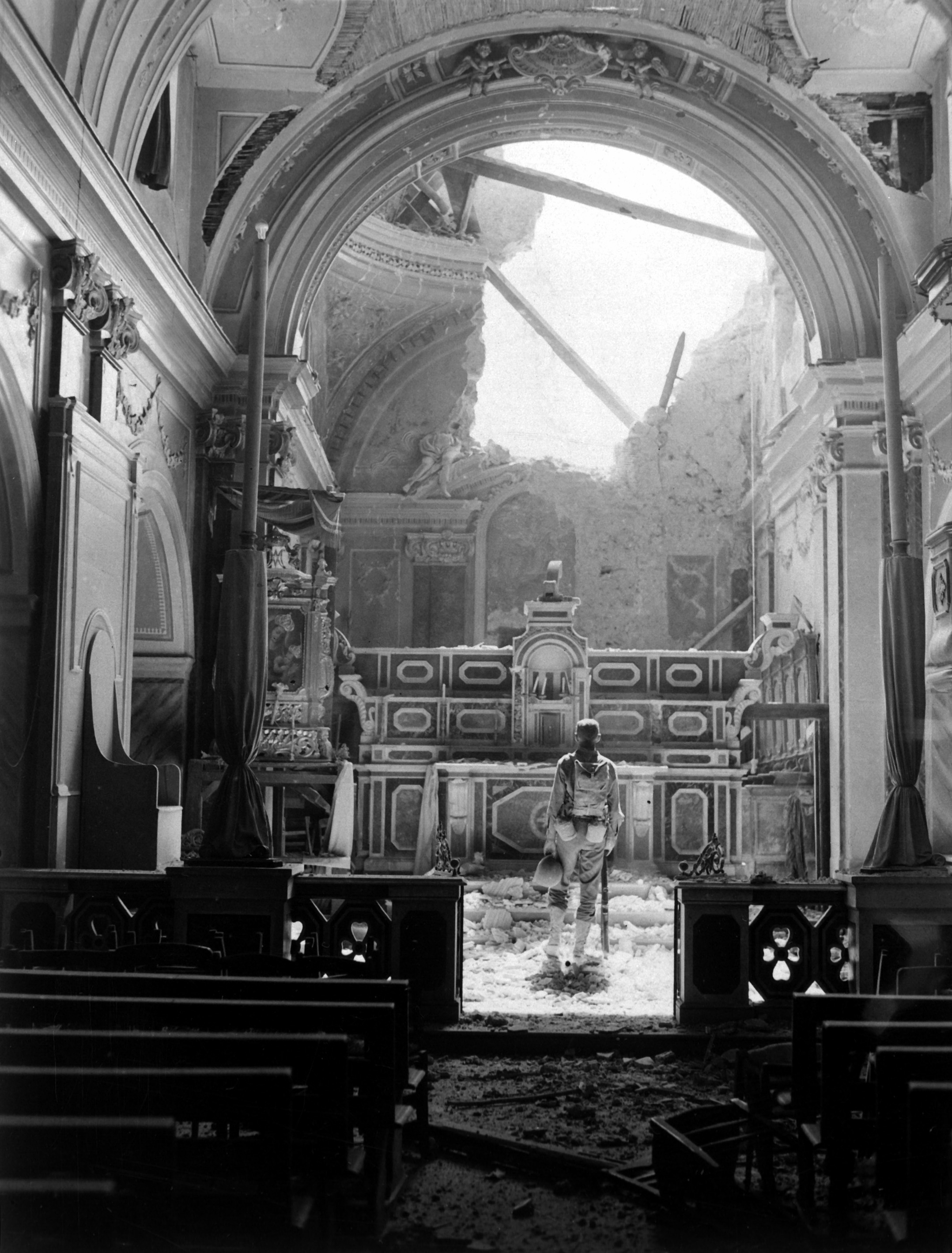
Szer. Paul Oglesby z amerykańskiego 30 Pułku Piechoty przed ołtarzem w uszkodzonym kościele w Acerno

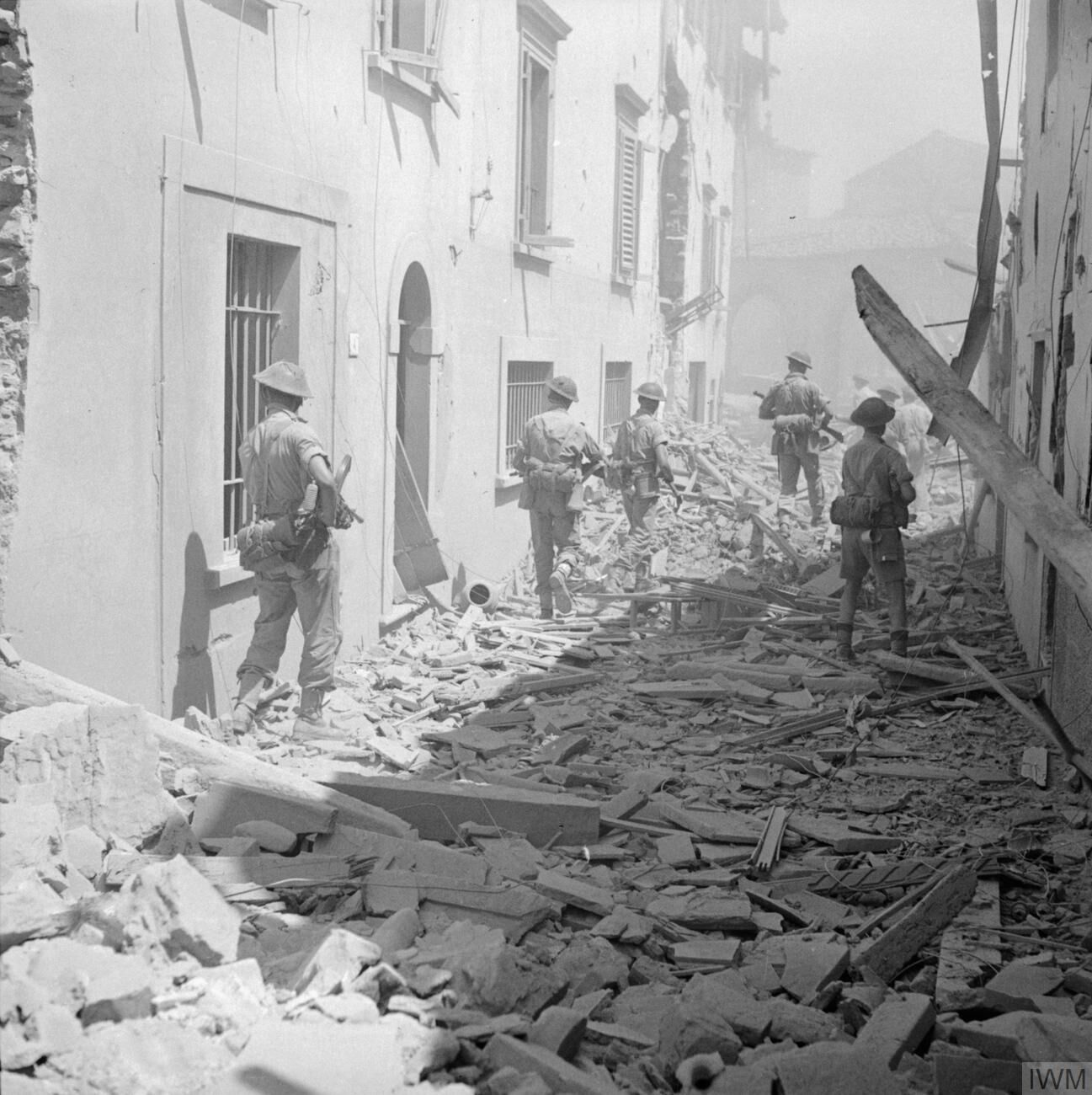
Brytyjska piechota ostrożnie porusza się po zrujnowanych ulicach Impruneta, 3 sierpnia 1944 r.

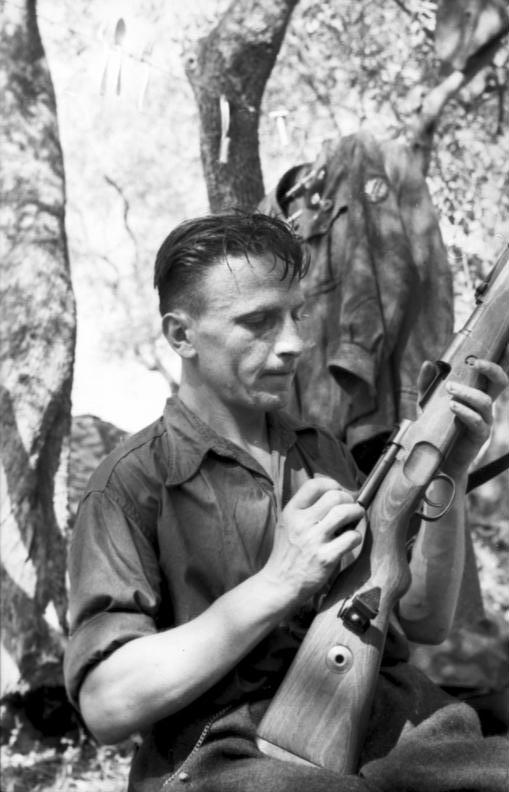
Włoski żołnierz na linii Gotów czyści swój karabin Kar98k, jesień 1944 r.

Po zdobyciu Rzymu oraz inwazji aliantów na Normandię, amerykański VI Korpus i Francuski Korpus Ekspedycyjny, w łącznej sile siedmiu dywizji zostały wycofane z Włoch latem 1944 r., by wziąć udział w operacji Dragoon, lądowaniu w południowej Francji. Nagłe usunięcie tych doświadczonych jednostek z frontu włoskiego zostało tylko częściowo zrekompensowane stopniowym przybyciem trzech nowych dywizji, brazylijskiej 1 Dywizji Piechoty w ramach Brazylijskiego Korpusu Ekspedycyjnego i amerykańskiej 92 Dywizji Piechoty późnym latem 1944 r. oraz amerykańskiej 10 Dywizji Górskiej w styczniu 1945 roku.
W okresie od czerwca do sierpnia 1944 r. alianci atakowali na północ od Rzymu, zdobywając Florencję i zbliżając się do linii Gotów. Ta ostatnia umocniona linia niemieckiej obrony we Włoszech biegła od zachodniego wybrzeża około 48 km na północ od Pizy, wzdłuż poszarpanego łańcucha Apenin między Florencją a Bolonią, do wybrzeża Adriatyku, na południe od Rimini. Aby skrócić alianckie linie zaopatrzeniowe dla wojsk walczących w północnych Włoszech, 2 Korpus Polski skierowano do portu Ankona, który po miesięcznej bitwie udało mu się zdobyć 18 lipca.
Podczas operacji Olive, która rozpoczęła się 25 sierpnia, niemiecka obrona na linii Gotów została spenetrowana zarówno na odcinku natarcia 5, jak i 8 armii; ale nie przyniosło to decydującego przełomu. Churchill miał nadzieję, że znaczny postęp pod koniec 1944 r. otworzy armiom alianckim drogę do przejścia na północny wschód przez „lukę Lublany” (obszar między Wenecją a Wiedniem, położony na terytorium Jugosławii) do wschodniej Austrii i Węgier, aby uprzedzić Armię Czerwoną przed wkroczeniem do Europy Środkowej. Propozycji Churchilla stanowczo sprzeciwili się amerykańscy szefowie sztabu, którzy nie do końca rozumiejąc jej znaczenie dla powojennych interesów brytyjskich w regionie, nie sądzili, że jest to zgodne z ogólnymi priorytetami prowadzenia wojny przez koalicję antyhitlerowską.
W październiku 1944 r. gen. Richard McCreery zastąpił gen. Olivera Reesa na stanowisku dowódcy 8 armii. W grudniu gen. Mark Clark, dowódca 5 Armii, został mianowany dowódcą 15 Grupy Armii, zastępując w ten sposób brytyjskiego generała Harolda Alexandra jako naczelnego dowódcę wojsk alianckich we Włoszech; z kolei Alexander zastąpił feldmarsz. Henry' ego Wilsona jako najwyższego dowódcę sił Sprzymierzonych w śródziemnomorskim teatrze działań wojennych. Clark przekazał dowództwo nad 5 Armią gen. Lucianowi Truscottowi. Zimą i wiosną 1945 r. miało miejsce wyjątkowe natężenie działań antyfaszystowskich partyzantów w północnych Włoszech. Ponieważ w tym okresie istniały dwa rządy włoskie (po jednym z każdej walczącej strony), starcia te nabrały cech wojny domowej.

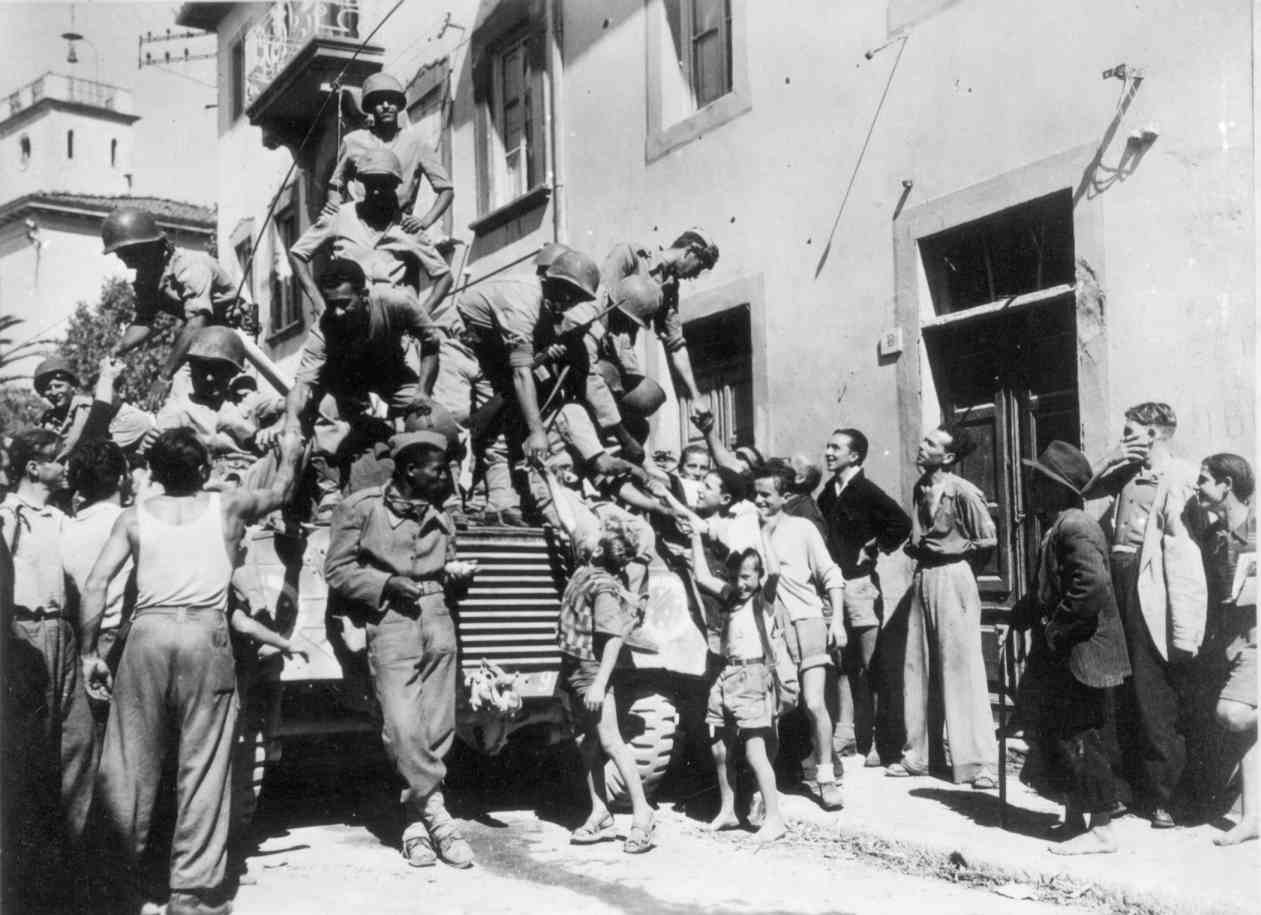
Wojska brazylijskie przybywają do miasta Massarosa, wrzesień 1944 r.

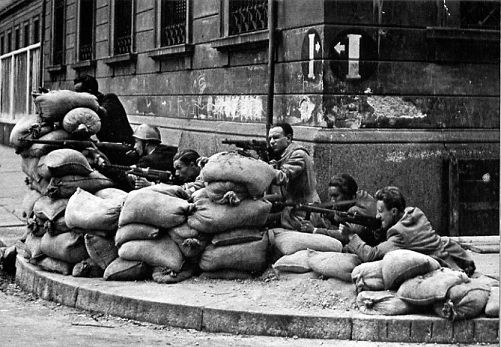
Żołnierze włoskiego ruchu oporu w Mediolanie

Zła zimowa pogoda, która uniemożliwiła użycie sił pancernych i wykorzystanie przytłaczającej przewagi aliantów w powietrzu, w połączeniu z ogromnymi stratami poniesionymi podczas jesiennych walk i koniecznością przeniesienia części wojsk brytyjskich do Grecji (jak również z powodu wycofania brytyjskiej 5 Dywizji Piechoty oraz I Korpusu Kanadyjskiego do północno-zachodniej Europy) uniemożliwiła aliantom kontynuowanie ofensywy na początku 1945 roku. Zamiast tego Sprzymierzeni przyjęli strategię „obrony ofensywnej” przygotowując się do ostatecznego ataku, kiedy na wiosnę poprawią się warunki pogodowe.
Na przełomie lutego i marca 1945 r. operacja Encore przesunęła elementy amerykańskiego IV Korpusu (1 Dywizja Brazylijska i nowo przybyła 10 Dywizja Górska) naprzód przez pola minowe w Apeninach, aby wyrównać swój odcinek frontu z zajmowanym przez amerykański II Korpus po ich prawej stronie. Atakujący zepchnęli niemieckich obrońców ze szczytów Monte Castello oraz przyległych do niego Monte Belvedere i Castelnuovo, pozbawiając ich pozycji artyleryjskich, które pokrywały zasięgiem ognia wszystkie możliwe podejścia do Bolonii od czasu nieudanej alianckiej próby zdobycia miasta jesienią. Tymczasem uszkodzenie drogowej infrastruktury transportowej zmusiło siły Osi do skorzystania z tras morskich, kanałowych i rzecznych w celu uzupełniania zapasów. Zmusiło to aliantów do przeprowadzenia operacji Bowler, zbombardowania portu w Wenecji 21 marca 1945 r.
Ostatnia ofensywa aliantów we Włoszech rozpoczęła się od masowych bombardowań lotniczych i ostrzałów artyleryjskich 9 kwietnia 1945 r.. Alianci mieli w kwietniu 1945 r. 1,5 mln żołnierzy we Włoszech. Siły Osi 7 kwietnia liczyły już tylko 599 404 żołnierzy, w tym 439 224 Niemców i 160 180 profaszystowskich Włochów. Do 18 kwietnia brytyjska 8 Armia na wschodzie przedarła się przez wąwóz Argenta i posłała siły pancerne na szpicy, aby dogonić Amerykanów. IV Korpus zbliżał się od strony Apeninów w środkowych Włoszech, ścigając pozostałych obrońców Bolonii. 21 kwietnia do miasta wkroczyły polska 3 Dywizja Strzelców Karpackich, włoska Grupa Friuli (obie z 8 Armii) i amerykańska 34 Dywizja Piechoty z 5 Armii. 10 Dywizja Górska, która ominęła Bolonię, stanęła nad brzegiem Padu 22 kwietnia; indyjska 8 Dywizja Piechoty na odcinku 8 Armii dotarła do rzeki dzień później.
25 kwietnia Włoski Partyzancki Komitet Wyzwolenia ogłosił powstanie powszechne. Tego samego dnia, po przekroczeniu Padu na prawej flance, siły 8 Armii ruszyły na północny wschód w kierunku Wenecji i Triestu. Z przodu amerykańska 5 Armia popędziła na północ ku granicom Austrii i na północny zachód do Mediolanu. Na lewej flance 5 Armii 92 Dywizja Piechoty („Buffalo Soldiers Division”) maszerowała wzdłuż wybrzeża do Genui. Szybki postęp w kierunku Turynu dokonany przez brazylijską dywizję po ich prawej stronie zaskoczył niemiecko-włoską Armię Liguria, powodując jej przyspieszoną kapitulację.
Gdy kwiecień 1945 r. dobiegał końca, niemiecka Grupa Armii C, wycofująca się na wszystkich odcinkach frontu, straciwszy większość swojej siły bojowej, nie miała innego wyboru, jak poddać się. Gen. Heinrich von Vietinghoff, który objął dowództwo nad Grupą Armii C po tym, jak Albert Kesselring został przeniesiony na stanowisko Naczelnego Wodza Frontu Zachodniego (OB West) w marcu 1945 r., podpisał akt kapitulacji w imieniu niemieckich sił zbrojnych we Włoszech 29 kwietnia, formalnie kończąc działania wojenne na froncie włoskim 2 maja 1945 roku.

## Straty
Szacuje się, że pomiędzy wrześniem 1943 r., a kwietniem 1945 r. we Włoszech zginęło 60–70 tys. żołnierzy alianckich i od 38 805 do 150 660 żołnierzy niemieckich. Łączna liczba ofiar alianckich wynosiła około 320 tys., a strat niemieckich (z wyłączeniem wziętych do niewoli po kapitulacji w maju 1945 r.) wyniosła ponad 330 tys. osób. Faszystowskie Włochy przed kapitulacją we wrześniu 1943 r. poniosły około 200 tys. ofiar, głównie jeńców wziętych przez aliantów podczas inwazji na Sycylię, a także ponad 40 tys. zabitych lub zaginionych. Zginęło również ponad 150 tys. włoskich cywilów, 35 828 antyfaszystowskich partyzantów i około 35 tys. żołnierzy Włoskiej Republiki Socjalnej. Na Zachodzie żadna inna operacja nie kosztowała więcej pod względem strat w ludziach i ran odniesionych przez siły piechoty obu walczących stron niż walki na linii Zimowej, przyczółku pod Anzio oraz na linii Gotów.